# آرگس پرگل
آرگس پرگل (نام علمی: Aerangis citrata) نام یک گونه از سرده آرگس‌ها است.